# SAS (album)
 For alternative betydninger, se SAS. (Se også artikler, som begynder med SAS)
SAS er det fjerde studiealbum af den danske rapper TopGunn, der blev udgivet den 24. april 2020.

## Spor
| 1.    | "MASH"                                   | TopGunn, JenneJenne, Rob Smyles                  | 1:58 |
| 2.    | "SPORT" (featuring Branco)               | TopGunn, JenneJenne, Rob Smyles, Nicki Pooyandeh | 2:42 |
| 3.    | "BELLA"                                  | TopGunn, Asmus Harm, Emil Harm                   | 2:28 |
| 4.    | "SKRIV TIL MIG"                          | TopGunn, Harm, Harm                              | 2:48 |
| 5.    | "EN GANG MERE" (featuring JOSVA og Pind) | JOSVA, TopGunn, Adam Hillebrandt                 | 2:47 |
| 6.    | "RnB"                                    | TopGunn, Pooyandeh                               | 1:51 |
| 7.    | "NO SKRUB$" (featuring Medina)           | TopGunn, JenneJenne, Smyles                      | 2:42 |
| 8.    | "12 TIMER"                               | TopGunn, Harm, Harm                              | 2:19 |
| 19:39 |                                          |                                                  |      |

## Hitlister

### Album

#### Ugentlige hitlister
| Hitliste (2020)        | Højeste placering |
| ---------------------- | ----------------- |
| Danmark (Album Top 40) | 1                 |

#### Årslister
| Hitliste (2020) | Placering |
| --------------- | --------- |
| Danmark         | 12        |